# Bunthorst
De Bunthorst is een landgoed dat zich bevindt ten oosten van Elsendorp in de gemeenten Gemert-Bakel en Land van Cuijk. Het is eigendom van het Brabants Landschap.
Nadat de Enschedese zakenman Abraham Ledeboer zeer goedkoop 1200 ha woeste grond in de Peel had gekocht, wees hij de gebroeders Roelvink, die directeuren van de Twentsche Bank waren, op deze mogelijkheid. De gemeenten verkochten deze grond om geld in kas te krijgen. Vanaf 1903 kochten Adam en Jan-Berend Roelvink 1050 ha grond op. De Groote Slink en de Bunthorst werden in 1907 aangekocht.
De Bunthorst werd ontgonnen door Jan-Berend Roelvink volgens het klassieke model. Er werden grote rechthoekige vakken bos en akkerland aangelegd die afgescheiden werden met lanen welke beplant waren met Amerikaanse eik. Aan snelgroeiende boomsoorten werd de voorkeur gegeven.
De grote bosvlakken zijn rustgebieden waar haviken, buizerden en goudhaantjes broeden. Sinds 1999 zijn hier ook weer dassenburchten. Nu worden de eenvormige bestanden fijnspar, douglasspar en Japanse lariks geleidelijk omgezet in gemengd bos met grove den, zomereik en ruwe berk.